# Eli Erlick

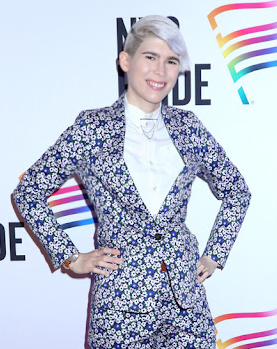
Eli Erlick (2022)

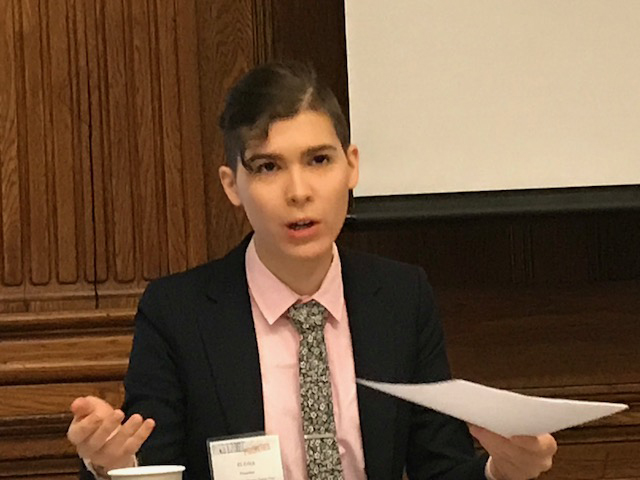
Erlick spricht an der Harvard-Universität (2018)

Eli Erlick (* 10. Juli 1995) ist eine US-amerikanische Aktivistin, Schriftstellerin, Wissenschaftlerin und Gründerin der Organisation „Trans Student Educational Resources“.

## Frühes Leben
Eli Erlick wurde am 10. Juli 1995 geboren. Ihre Eltern lernten sich bei Protesten kennen, was sie später als Hintergrund für ihren Aktivismus anführte. Im Alter von acht Jahren outete sie sich als Transgender. Sie wuchs in der Nähe der ländlichen Gemeinde Willits in Kalifornien auf, wo sie nach eigenen Angaben Mobbing, Isolation und Gewalt erlebte, nicht die Schultoilette benutzen durfte und bedroht und schikaniert wurde, unter anderem auch von Mitgliedern des Ku-Klux-Klans.
Im Alter von 13 Jahren begann ihre Umwandlung zur Frau, dabei behielt sie ihren Geburtsnamen. Mit 15 Jahren begann sie mit ihrer Lobbyarbeit und dem Schreiben, mit 16 Jahren gründete sie die Organisation „Trans Student Educational Resources“. Von 2013 bis 2016 besuchte sie das Pitzer College in Claremont, wo sie ihr Studium vorzeitig mit Auszeichnung abschloss. Sie ist Doktorandin an der University of California, Santa Cruz, im Fachbereich Feministische Studien.

## Aktivismus
Erlick gibt an, dass ihr Aktivismus im Jahr 2010, begann, als sie Vorstandsmitglied für eine lokale LGBT-Jugendkonferenz wurde. Über ein Jahr später wurde sie in den Medien bekannt, als sie sich für das kalifornische Gesetz „School Success and Opportunity Act“ einsetzte, das erste staatliche Gesetz zum Schutz von Transgender-Schülern. Erlick wurde mit 16 Jahren Mitbegründerin von Trans Student Educational Resources, einer Organisation, die sich dafür einsetzt, das Bildungsumfeld für transsexuelle und nicht geschlechtskonforme Studierende zu verbessern. Es ist die einzige nationale Organisation, die durch transgender Jugend geführt wird und ist gleichzeitig eine der größten Transgender-Organisationen in den Vereinigten Staaten.
Im Jahr 2015 veröffentlichte Erlick einen Artikel darüber, warum die Gleichstellung nicht das Ziel der Transgender-Bewegung sein sollte. Für ihre Arbeit als Organisatorin wurde Erlick unter anderem in den Magazinen Refinery29 und The Advocate ausgezeichnet. Im selben Jahr leitete sie zusammen mit Trans Student Educational Resources die nationalen Bemühungen um die Zulassung von Transfrauen an Frauenhochschulen. Sie war auch Mitverfasserin der Modellrichtlinie der Organisation für die Zulassung von Trans-Studierenden an Frauenhochschulen. Erlick war Mitbegründerin des Trans Youth Leadership Summit, eines Programms, das von Trans Student Educational Resources durchgeführt wird und das einzige nationale Stipendienprogramm für Transgender-Jugendliche in den Vereinigten Staaten ist. Mehrere der Stipendiaten haben sich seit dem Start des Programms zu prominenten Medienvertretern, Aktivisten und Organisatoren entwickelt.
Erlick und eine Gruppe von Transgender-Aktivisten errichteten 2021 im Christopher Park eine Bronzeskulptur der Aktivistin Marsha P. Johnson. Die Skulptur wurde vorerst nicht gebilligt, erhielt aber später eine Nutzungsgenehmigung und ist damit die erste Skulptur einer Transgender-Person in New York City.

## Auszeichnungen (Auswahl)
- 2015: Westly Preis in der Kategorie „Young Innovators“[17]
- 2017: Lambda Literary Award, LGBTQ-Anthologie (als Mitwirkende an The Remedy: Queer and Trans Voices on Health and Healthcare)[18]